# Liga NSO Županja 1977./78.
'"Liga Nogometnog saveza općine Županja", također i kao "Liga NSO Županja", "Općinska nogometna liga Županja" za sezonu 1977./78. je bila liga petog stupnja nogometnog prvenstva Jugoslavije. 
 
Sudjelovalo je 10 klubova, a prvak je bio "Jadran" iz Gunje. 

## Ljestvica
| mj. | klub                      | ut. | pob. | ner. | por. | gol+ | gol- | bod |
| --- | ------------------------- | --- | ---- | ---- | ---- | ---- | ---- | --- |
| 1.  | Jadran Gunja              | 18  | 11   | 5    | 2    | 57   | 24   | 27  |
| 2.  | Slavonija Soljani         | 18  | 10   | 5    | 3    | 41   | 17   | 25  |
| 3.  | Borac Drenovci            | 18  | 9    | 4    | 5    | 40   | 35   | 22  |
| 4.  | Posavac Posavski Podgajci | 18  | 7    | 7    | 4    | 37   | 29   | 21  |
| 5.  | Zrinski Bošnjaci          | 18  | 7    | 7    | 4    | 30   | 27   | 21  |
| 6.  | Sloga Štitar              | 18  | 7    | 7    | 4    | 25   | 22   | 21  |
| 7.  | Šokadija Babina Greda     | 18  | 5    | 6    | 7    | 21   | 32   | 16  |
| 8.  | Tomislav Cerna            | 18  | 5    | 3    | 10   | 36   | 44   | 13  |
| 9.  | Slavonac Gradište         | 18  | 4    | 2    | 12   | 20   | 48   | 10  |
| 10. | Krajišnik Vrbanja         | 18  | 1    | 4    | 13   | 28   | 62   | 6   |

## Rezultatska križaljka
| kratica | klub                      | BOR | JAD | KRA | POS | SLAVI | SLAVO | SLO | ŠOK | TOM | ZRI |
| --- | ------------------------- | --- | --- | --- | --- | ----- | ----- | --- | --- | --- | --- |
| BOR | Borac Drenovci            |     |     |     |     |       |       |     |     |     |     |
| JAD | Jadran Gunja              |     |     |     |     |       |       |     |     |     |     |
| KRA | Krajišnik Vrbanja         |     |     |     |     |       |       |     |     |     |     |
| POS | Posavac Posavski Podgajci |     |     |     |     |       |       |     |     |     |     |
| SLAVI | Slavonija Soljani         |     |     |     |     |       |       |     |     |     |     |
| SLAVO | Slavonac Gradište         |     |     |     |     |       |       |     |     |     |     |
| SLO | Sloga Štitar              |     |     |     |     |       |       |     |     |     |     |
| ŠOK | Šokadija Babina Greda     |     |     |     |     |       |       |     |     |     |     |
| TOM | Tomislav Cerna            |     |     |     |     |       |       |     |     |     |     |
| ZRI | Zrinski Bošnjaci          |     |     |     |     |       |       |     |     |     |     |
| |                           |     |     |     |     |       |       |     |     |     |     |
| podebljan rezultat - utakmice od 1. do 9. kola (1. utakmica između klubova) rezultat normalne debljine - utakmice od 10. do 18. kola (2. utakmica između klubova) rezultat nakošen - nije vidljiv redoslijed odigravanja međusobnih utakmica iz dostupnih izvora rezultat smanjen * - iz dostupnih izvora nije uočljiv domaćin susreta prekrižen rezultat - poništena ili brisana utakmica p - utakmica prekinuta 3:0 p.f. / 0:3 p.f. - rezultat 3:0 bez borbe |                           |     |     |     |     |       |       |     |     |     |     |

 Izvori:

## Unutarnje poveznice
- Slavonska zona – Posavska skupina 1977./78.